# Média e covariância amostrais
A  média amostral ou  média empírica e a  covariância amostral são cálculos de estatística feitos a partir de uma coleta de dados em uma ou mais variáveis aleatórias. A média amostral é um vetor onde cada um dos elementos é a média da amostra de uma das variáveis aleatórias, ou seja, cada um dos elementos é a média aritmética  dos valores observados de uma das variáveis. A matriz da covariância de amostra é quadrada, cujo  i, j  elemento é a covariância da amostra (uma estimativa da covariância da população ) entre os conjuntos de valores observados de duas das variáveis e cujo i, i elemento é a variância da amostra de valores observados de uma das variáveis . Se apenas uma variável teve valores observados , em seguida, a média da amostra é um único número (a média aritmética dos valores observados para a variável) e a matriz da covariância de amostra é simplesmente um único valor (a variância da amostra de valores observados de que variável).

## Média amostral
Seja {\displaystyle x_{ij}} a i-ésima observação desenhada independentemente (i=1,...,N) no  jth. Estas observações podem ser organizadas em  N vetores coluna, cada um com entradas  K e com  K  × 1 vetor coluna dando a ith observações de todas as variáveis sendo denotado {\displaystyle \mathbf {x} _{i}} (i=1,...,N).
A média do vetor da amostra {\displaystyle \mathbf {\bar {x}} } é um vetor coluna cujo j th elemento  {\displaystyle {\bar {x}}_{j}} é o valor médio das observações N da j th  da variável:
{\displaystyle {\bar {x}}_{j}={\frac {1}{N}}\sum _{i=1}^{N}x_{ij},\quad j=1,\ldots ,K.}
Assim, a média amostral do vetor contém a média das observações para cada variável, e é escrita:
{\displaystyle \mathbf {\bar {x}} ={\frac {1}{N}}\sum _{i=1}^{N}\mathbf {x} _{i}.}

## Covariância amostral
A matriz da covariância amostral é definida por  K-x - K matriz {\displaystyle \textstyle \mathbf {Q} =\left[q_{jk}\right]} com entradas:
{\displaystyle q_{jk}={\frac {1}{N-1}}\sum _{i=1}^{N}\left(x_{ij}-{\bar {x}}_{j}\right)\left(x_{ik}-{\bar {x}}_{k}\right),}
Onde, {\displaystyle q_{jk}} é a estimativa da covariância entre a variável jth  e o kth  variável da população subjacente aos dados.
Em termos dos vetores de observação, a covariância da amostra é:
{\displaystyle \mathbf {Q} ={1 \over {N-1}}\sum _{i=1}^{N}(\mathbf {x} _{i}-\mathbf {\bar {x}} )(\mathbf {x} _{i}-\mathbf {\bar {x}} )^{\mathrm {T} },}
Por outro lado, organizando os vetores de observação como as colunas de uma matriz, de modo que
{\displaystyle \mathbf {F} ={\begin{bmatrix}\mathbf {x} _{1}&\mathbf {x} _{2}&\dots &\mathbf {x} _{N}\end{bmatrix}}},
que é uma matriz de linhas K e colunas N.
Assim, a matriz de covariância de amostra pode ser calculada com:
{\displaystyle \mathbf {Q} ={\frac {1}{N-1}}(\mathbf {F} -\mathbf {\bar {x}} \,\mathbf {1} _{N}^{\mathrm {T} })(\mathbf {F} -\mathbf {\bar {x}} \,\mathbf {1} _{N}^{\mathrm {T} })^{\mathrm {T} }},
onde, {\displaystyle \mathbf {1} _{N}} é o “N” por 1 do vetor.
Se as observações são dispostas como as linhas, em vez de colunas, de modo que {\displaystyle \mathbf {\bar {x}} }  é agora um 1 × K vetor linha e {\displaystyle \mathbf {M} =\mathbf {F} ^{\mathrm {T} }} > é uma matriz × K N' j cuja coluna é o vetor de observações n na variável “j”, em seguida, transpomos os lugares rendimentos apropriados:
{\displaystyle \mathbf {Q} ={\frac {1}{N-1}}(\mathbf {M} -\mathbf {1} _{N}\mathbf {\bar {x}} )^{\mathrm {T} }(\mathbf {M} -\mathbf {1} _{N}\mathbf {\bar {x}} ).}

## Discussão
A média amostral e a matriz de covariância amostral são  estimativas imparciais da média e a matriz de covariância do vetor aleatório {\displaystyle \textstyle \mathbf {X} } , um vetor linha cujos j th elemento (j = 1, ..., K) é uma das variáveis aleatórias. A matriz da covariância da amostra tem {\displaystyle \textstyle N-1} no denominador, em vez de {\displaystyle \textstyle N} devido a uma variação na função de Bessel:
Em suma, a covariância da amostra baseia-se na diferença entre cada observação e a média amostral, mas a média amostral é correlacionada com cada observação.
Se a média da população ( {\displaystyle \operatorname {E} (\mathbf {X} )}  )é conhecida, a estimativa imparcial análoga
{\displaystyle q_{jk}={\frac {1}{N}}\sum _{i=1}^{N}\left(x_{ij}-\operatorname {E} (X_{j})\right)\left(x_{ik}-\operatorname {E} (X_{k})\right),} usando a média da população , temos {\displaystyle \textstyle N} no denominador.
Este é um exemplo do por que em probabilidade e estatística é essencial distinguir variável aleatória  (letras maiúsculas) e o valor observado das variáveis aleatórias (letras minúsculas).
O valor máximo estimado
{\displaystyle q_{jk}={\frac {1}{N}}\sum _{i=1}^{N}\left(x_{ij}-{\bar {x}}_{j}\right)\left(x_{ik}-{\bar {x}}_{k}\right)}
para a distribuição Gaussiana caso tem N no denominador também. A proporção de 1 / N a 1 / ( N- 1 ) se aproxima de 1 para grande  N  , de modo que a estimativa máxima da probabilidade é aproximadamente igual à estimativa imparcial quando o amostra é grande.

## Variância da média amostral
Para cada variável aleatória, a média amostral é um bom estimador da média da população , onde um "bom" estimador é definido como sendo eficiente e imparcial. Claro que o estimador provavelmente não será o verdadeiro valor da  população  significa que  diferentes amostras retiradas da mesma distribuição dará diferentes médias amostrais e, portanto, diferentes estimativas da média verdadeira. Assim, a média amostral é uma variável aleatória, não uma constante e, consequentemente, tem a sua própria distribuição.
Para uma amostra aleatória de observações n no “j th variável aleatória , a própria distribuição da média amostral tem média igual à média da população {\displaystyle E(X_{j})} e variância igual a {\displaystyle {\frac {\sigma _{j}^{2}}{N}},}, onde {\displaystyle \sigma _{j}^{2}} é a variância da variável aleatória “X”  j.

## Amostras ponderadas
Numa amostra ponderada, para cada vetor {\displaystyle \textstyle {\textbf {x}}_{i}} (cada conjunto de observações individuais em cada um dos K variáveis aleatórias) é atribuído um peso {\displaystyle \textstyle w_{i}\geq 0}.  Sem perda de generalidade, suponha que os pesos são constantes  normais:
{\displaystyle \sum _{i=1}^{N}w_{i}=1.}
(Se eles não estiverem, dividir os pesos por sua soma).
Em seguida, o vetor ponderado {\displaystyle \textstyle \mathbf {\bar {x}} } é dado pela
{\displaystyle \mathbf {\bar {x}} =\sum _{i=1}^{N}w_{i}\mathbf {x} _{i}.}
E os elementos {\displaystyle q_{jk}}  da matriz de covariância ponderada {\displaystyle \textstyle \mathbf {Q} } são

{\displaystyle q_{jk}={\frac {\sum _{i=1}^{N}w_{i}}{\left(\sum _{i=1}^{N}w_{i}\right)^{2}-\sum _{i=1}^{N}w_{i}^{2}}}\sum _{i=1}^{N}w_{i}\left(x_{ij}-{\bar {x}}_{j}\right)\left(x_{ik}-{\bar {x}}_{k}\right).}
Se todos os pesos são os mesmos , {\displaystyle \textstyle w_{i}=1/N}, a média ponderada e covariância reduzir para a média amostral e covariância acima.

## Crítica
A média amostral e covariância de amostra são amplamente utilizados em estatísticas e aplicações, e são medidas extremamente comuns de localização e dispersão, respectivamente, provavelmente o mais comum: eles são facilmente calculado e possuir características desejáveis.
No entanto, eles sofrem de certos inconvenientes; nomeadamente, eles não são estatísticas robustas, o que significa que eles são sensivelmente discrepantes. Como robustez é muitas vezes uma característica desejada, particularmente em aplicações do mundo real, alternativas robustas pode revelar-se desejável , nomeadamente estatísticas quantis  baseadas na  mediana da amostra para localização, , e intervalo interquartil (IQR) para dispersão. Outras alternativas incluem corte e Winsorising.